# Dagmar de Dinamarca
Dagmar de Dinamarca, Maria Fiódorovna (Марии Фёдоровны) com a tsarina de Rússia (Copenhaguen 1847 - 1928). Última tsarina viva de la història contemporània europea. Dagmar fou l'única dels membres anomenats principals de la família imperial russa que aconseguí escapar de la Revolució de 1917.

## Naixement i família

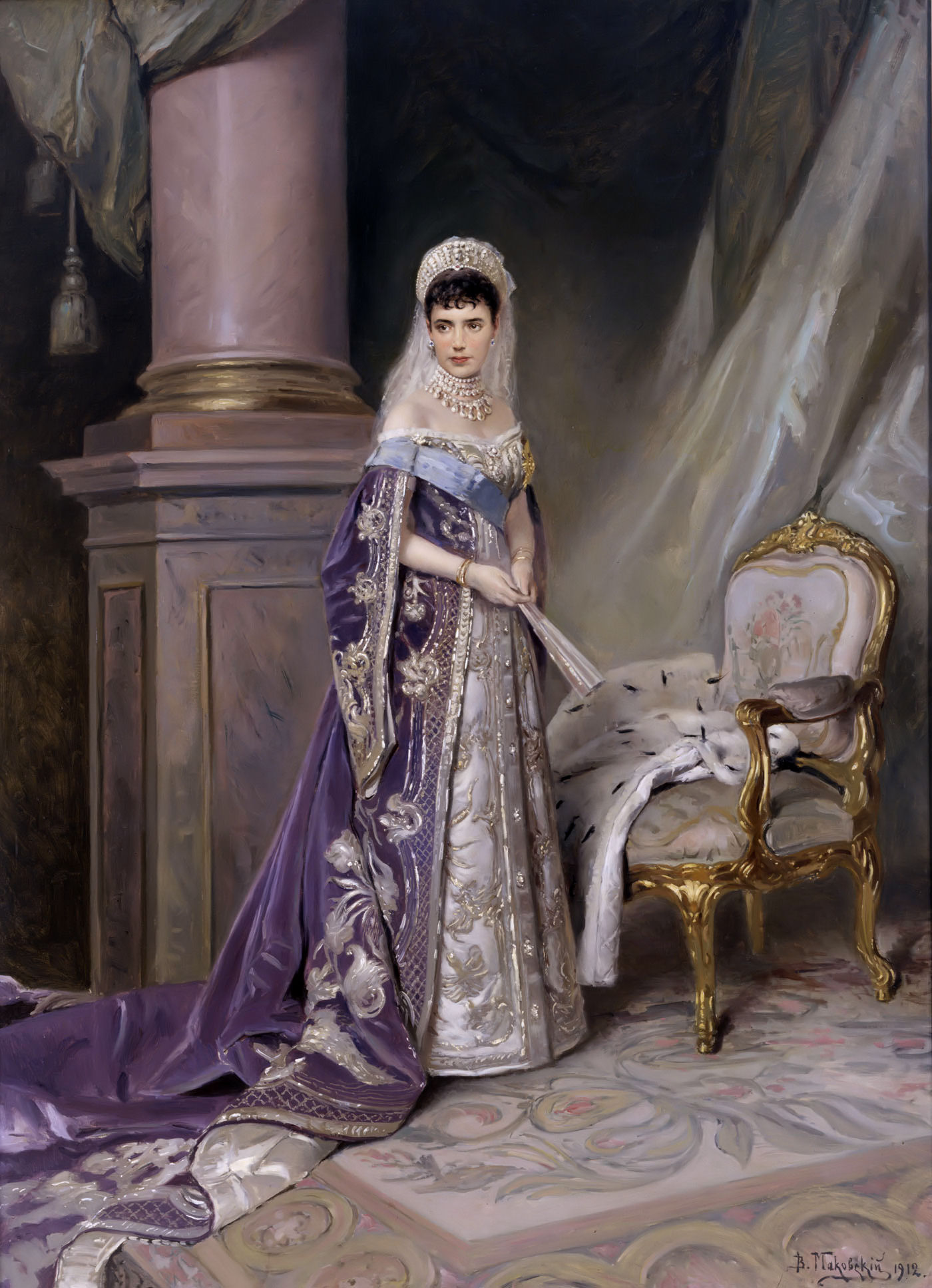
Retrat de Dagmar pintat per Vladimir Makovsky.

La quarta filla del rei Cristià IX de Dinamarca i de la princesa Lluïsa de Hessen-Kassel rebre en néixer el nom de "Maria Sofia Frederica Dagmar" per la seva bestia, Maria Sofia Frederica de Hessen-Kassel, reina vídua de Frederic VI de Dinamarca.
El seu pare aviat es va convertir en hereu del tron d'aquest país, sobretot en base dels drets de successió de la seva esposa, besneta per línia femenina de Frederic V, Rei danès. El seu pare (al qual a causa dels matrimonis brillants dels fills, va ser conegut com el sogre d'Europa) va advenir com a Rei de Dinamarca, sis dies després del seu matrimoni i gràcies al fet que l'anterior rei Frederic VII de Dinamarca no havia tingut descendència.
El Tsar Alexandre II de Rússia va elegir Dagmar, com a futura esposa per al seu fill Nicolás Aleksandrovitx Romanov, però el jove va morir de meningitis el març del 1865. La major part de la seva vida, seria coneguda com a Maria Hessen-Darmstadt (en rus Мария Фёдоровна), nom que va prendre en convertir-se a la fe ortodoxa immediatament abans del seu matrimoni amb el futur tsar, el títol d'hereu va passar al seu germà, el futur Alexandre III de Rússia i amb ell, la princesa Dagmar.

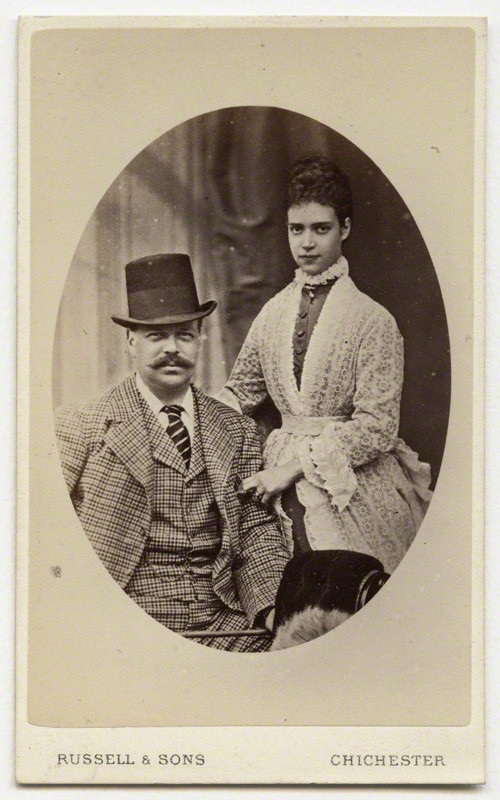
Dagmar

L'1 octubre 1866 Dagmar partia cap a Rússia, per casar-se amb Alexandre el dia 9 de novembre, va ser afectuosament rebuda a Kronstadt per Alexandre II de Rússia i tota la seva família. Dagmar es va convertir a la fe ortodoxa, va passar a anomenar-se Maria Fiódorovna i va rebre el títol de Molt Creient Gran Duquessa de Rússia.
La Gran Duquessa era bonica i popular. Immediatament va estudiar l'idioma i els costums russos, i rarament interferia en la política, preferint dedicar el seu temps i energies a la seva família i institucions benèfiques. La seva única aversió va ser cap a la milícia alemanya, a causa de l'annexió de territoris danesos després de la Guerra dels Ducats.
El 13 de març de 1881, Alexandre II, va morir assassinat i el seu fill va succeir-lo en el tron de Rússia com Alexandre III. El poble no estava del tot content amb el nou emperador però adoraven a la seva nova Emperadriu.
L'Hereu al tron de Rússia, Nicolau (futur Nicolau II, estava enamorat de la princesa Alexandra de Hessen-Darmstadt, però tant Alexandre com Maria reprovaven aquesta unió.
L'1 de novembre de 1894, Alexandre III va morir als 49 anys, a Livadia, Rússia. Abans de morir, Alexandre li va donar permís a Nicolau perquè es casés amb Alix (Alexandra de Hessen-Darmstadt). Dagmar tenia gran influència en la Família dels Romanov i va ser elogiada pel seu tacte i habilitat diplomàtica. No obstant això, no va portar una bona relació amb la seva nora, l'ara anomenada Alexandra Hessen-Darmstadt. El novembre de 1894, Maria es va traslladar al Palau d'Ánichkov, a Sant Petersburg, on va romandre fins al començament de la revolució el març de 1917. Després de l'esclat revolucionari, Maria es va traslladar a Kíev, on va treballar per a la Creu Roja. Quan la seva vida va començar a córrer perill, va haver de viatjar a Crimea. Allà va rebre la informació que la família imperial, Nicolau, Alexandra, les seves filles (Olga, Tatiana, Maria i Anastasia) i el seu fill (Alexei Nicoláyevich) havien estat executats pels bolxevics, però va rebutjar l'informe dient que era només un rumor. Fins al seu últim dia de vida, es va aferrar amb vehemència a la idea que havien escapat dels bolxevics. La veritat era massa dolorosa de suportar.
Malgrat l'enderrocament de la monarquia (el 1917), l'emperadriu Maria al principi va rebutjar deixar Rússia, fins que el 1919, convençuda per la seva germana Alexandra, va marxar a contracor cap a Londres en el vaixell de guerra HMS Marlborough, que el seu nebot Jordi V havia disposat per a ella. Finalment va tornar a la seva Dinamarca natal, escollint com casa Hvidøre, el seu antic xalet de vacances a prop de Copenhaguen.
Maria va morir el 13 d'octubre de 1928 al Palau Hvidøre.
Pel·lícules i obres a part, Maria Fiódorovna mai va conèixer Anna Anderson (la dona que afirmava ser la seva neta Anastasia), al final de la seva vida, ella va rebutjar reconèixer que la matança del seu fill, nora, i nets havia passat.

## Casament i descendència

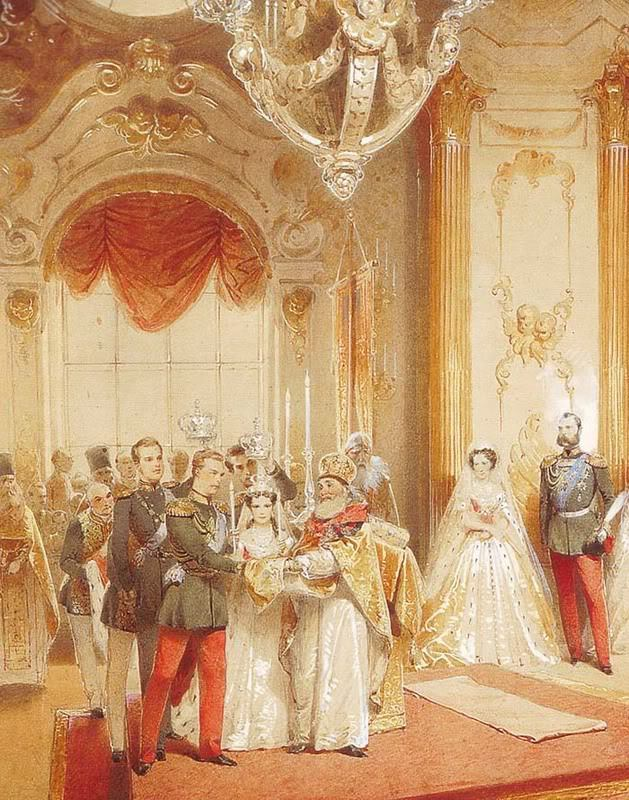
Boda de la princesa Dagmar de Dinamarca davant el gran duc Alexandre Aleksandrovich.

L'any 1867 es casà amb el tsarevitx i després tsar Alexandre III de Rússia fill del tsar Alexandre II de Rússia i de la princesa Maria de Hessen-Darmstadt. La parella tingué sis fills:
- SM el tsar Nicolau II de Rússia nat a Tsàrskoie Seló a Sant Petersburg el 1868 i executat a la ciutat d'Ekaterinburg el 1918. Es casà amb la princesa Alexandra de Hessen-Darmstadt.
- SAI el gran duc Alexandre de Rússia nat a Sant Petersburg el 1869 i mort el 1870.
- SAI el gran duc Jordi de Rússia nat a Tsàrskoie Seló el 1871 i mort a les muntanyes caucàsiques l'any 1899.
- SAI la gran duquessa Xènia de Rússia nascuda a Sant Petersburg el 1875 i morta al Palau de Hampton Court (Regne Unit) l'any 1860. Es casà amb el gran duc Alexandre de Rússia l'any 1894 a Peterhoff.
- SM el tsar Miquel II de Rússia nascut el 1878 a Sant Petersburg i executat a la ciutat de Perm el 1918. Es casà morganàticament amb la comtessa Natàlia Sheremetievskaja l'any 1911.
- SAI la gran duquessa Olga de Rússia nascuda el 1882 a Peterhof a Sant Petersburg i morta el 1960 a Cooksville al Canadà. Es casà en primeres núpcies amb el príncep Pere d'Oldenburg i en segones núpcies amb el capità Nikolai Alexandrovich Kulikovski.

## Vida pública

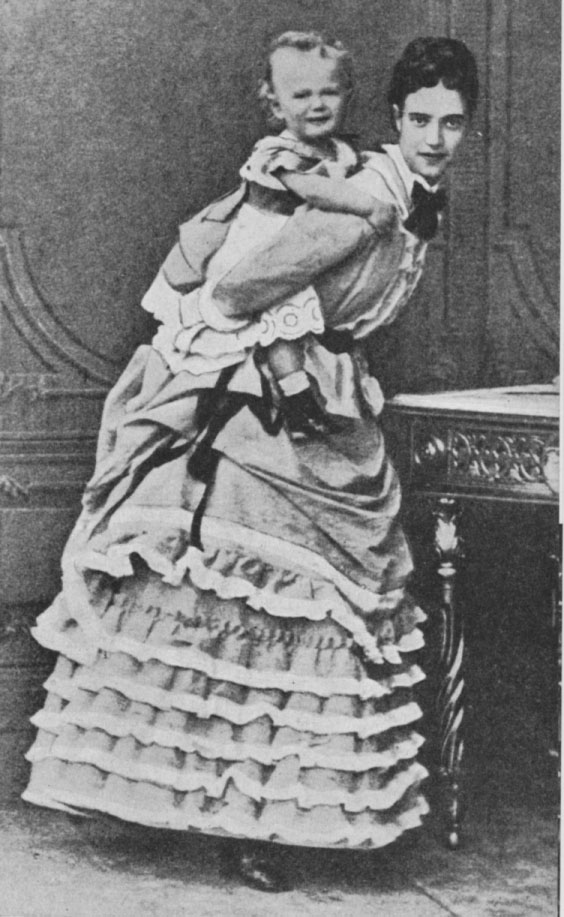
Dagmar amb el seu fill Nicolau

Intervingué escassament en política. La seva vida pública fou orientada cap a les obres benèfiques, la vessant social de la seva posició pública i sobretot a la família de la qual era una gran devota. Únicament inspira en el seu espòs un sentiment antialemany bastant potent que ella havia heretat del conflicte de l'anomenada Guerra dels Ducats de (1864) que enfrontà Prússia i Dinamarca i per la qual aquesta perdé els ducats de Schleswig i de Holstein.
Després de la caiguda de la Monarquia l'any 1917 rebutjà abandonar Rússia i es refugià amb la seva filla menor a la península de Crimea on la revolució no havia triomfat. Malgrat tot, l'any 1919 hagué d'abandonar Rússia a bord de la nau militar britànic HMS Malborough enviada amb urgència pel nebot de la tsarina, el rei Jordi V del Regne Unit.
Després de passar uns mesos a Londres amb la seva germana la reina Alexandra de Dinamarca s'instal·là a Dinamarca elegint com a casa l'antiga vil·la pròxima a Copenhaguen on s'allotjava durant les seves estades a la ciutat, la vil·la de Hvidøre. Privada de qualsevol renda russa arran de la Revolució la seva hisenda es deteriorà profundament i únicament fou gràcies al vitalici concedit pel rei Jordi V del Regne Unit de 50.000 lliures esterlines anuals que la tsarina pogué sobreviure.
Dagmar mai accedí a conèixer a la senyoreta Andersen que deia ser la seva neta, la gran duquessa Anastàsia de Rússia. L'any 1928 morí a Dinamarca i fou enterrada en funerals d'estat a la catedral de Roskilde.

## Enterrament definitiu
En el seu testament, l'emperadriu va expressar la seva voluntat de ser sepultada amb el seu marit i, el juny del 2001, la casa reial danesa va autoritzar l'exhumació de les restes del cementiri de la catedral de Roskilde, a Copenhaguen, per al seu trasllat a Sant Petersburg.
L'any 2005, els governs de Rússia i Dinamarca, van acordar que les restes de l'Emperadriu podien ser enterrats a Sant Petersburg, com va ser el seu desig.
Finalment, el 28 de setembre de 2006, les seves restes van ser enterrades al costat dels del seu marit a la Catedral de Pere i Pau de Sant Petersburg, dins el complex de la Fortalesa de Sant Pere i Sant Pau, gairebé 78 anys després de la seva mort.
Aquesta fortalesa alberga el Panteó dels Romanov, la dinastia imperial que va governar a Rússia durant més de tres segles: des de 1613 fins a l'octubre de 1917, quan va ser enderrocada del tron durant la revolució bolxevic.
D'acord amb una disposició del president rus, Vladímir Putin sobre els funerals de Maria Hessen-Darmstadt, signada l'octubre de 2004, va ser creat un comitè governamental responsable de la sepultura de les restes de l'Emperadriu, encapçalat pel ministre rus de Cultura, Aleksandr Sokolov.

### Un tema diplomàtic
El setembre de 2006, les restes de la Zarina són transportades en un vaixell que va salpar de Copenhaguen i que demorarà tres dies en arribar a Sant Petersburg.
Abans que partís el vaixell, els descendents de l'Emperadriu van realitzar un servei fúnebre a la catedral de Roskilde, a l'oest de Copenhaguen, en què van ser acompanyats per membres de la reialesa danesa.
El 2002 el president de Rússia, Vladímir Putin, li va demanar a la Reina Margarida II de Dinamarca que tornés el cos de la Zarina.
Les negociacions es van estancar quan el govern danès es va negar a extradir a un rebel txetxè, la qual cosa va fer que Putin cancel·lés un viatge a Dinamarca.
Després les relacions van millorar i, 140 anys després de marxar per primera vegada cap a Rússia per casar-se amb Alexandre III, la Zarina va poder emprendre el seu últim viatge.
A Dinamarca la tsarina era popularment coneguda com l'old icon; és a dir, com la vella icona en referència a tot allò que pels danesos representava.

## Títols Nobiliaris
- La seva Altesa Sereníssima Princesa Dagmar de Schleswig-Holstein-Sonderburg-Glücksburg (1847-1853)
- La seva Altesa Princesa Dagmar de Dinamarca (1853-1858)
- La seva Altesa Princesa Dagmar de Dinamarca (1858-1866)
- La seva Altesa Imperial Gran Duquessa Maria Fiódorovna, Zarevna de Rússia (1866-1881)
- Sa Majestat Imperial L'Emperadriu de totes les Rússies (1881-1894)
- Sa Majestat Imperial L'Emperadriu Vídua Maria Fiódorovna de Rússia (1894-1928)